# 복개천
복개(覆蓋)는 하천이 흐르는 위를 콘크리트로 덮는 것을 의미하며, 복개된 하천을 복개천(覆蓋川)이라고 한다. 대부분의 복개천은 도시화로 인한다.

## 대한민국
대한민국에서 하천은 주로 1950년대부터 집중적으로 복개되어왔으며, 복개된 부지는 주로 도로나 주차장으로 쓰이게 되었다. 다음은 지역별로 대한민국의 복개천을 나열한 것이다. 이미 복원된 복개천도 괄호 표기와 함께 나열하였다.

### 서울특별시
상류의 계곡부를 제외한 모든 부분이 복개된 하천을 기록한다.
- 묵동천
- 면목천
- 백운동천
- 옥류동천
- 사직동천
- 대은암천
- 삼청동천
- 창동천
- 정릉동천
- 회현동천
- 남산동천
- 이전동천
- 주자동천
- 필동천
- 생민동천
- 회동천
- 제생동천
- 금위영천
- 북영천
- 안국동천
- 묵사동천
- 쌍이문동천
- 흥덕동천
- 효제동천
- 남소문동천
- 영미정동천
- 동활인서천
- 성수천
- 홍릉천
- 시흥천

### 부산광역시
- 초량천 (2010년, 1단계 복원 사업 진행)
- 부산천
- 대연천 (2011년 복원 계획 수립, 2020년 복원 완료)
- 남천
- 용호천
- 가야천
- 전포천
- 동천
- 호계천
- 부전천
- 보수천
- 견우천
- 우동천
- 문현천

### 복개 철거
21세기에 들어서서는 하천의 복개가 철거되어 생태공원으로 바뀌는 사례가 늘어났다. 일제강점기부터 1977년까지 차례로 복개된 청계천이 복원된 대표적인 예이다.
청계천 복원 사례에 힘입어 환경부는 전국 20곳의 도심하천을 덮고 있던 시설물을 철거해 원래의 물길을 복원하는 사업인 '도심하천 복원사업'(청계천+20)을 추진한다고 2010년에 밝혔다. 이 사업에 의해 수질 개선을 위한 퇴적토 준설, 여과시설 설치, 인공습지 등 오염저감 시설 설치, 생태 복원을 위한 수생생물 식재, 생물서식처 복원 등이 진행될 예정이다.